# Новое Юматово
Новое Юматово — посёлок в Тамбовском районе Тамбовской области России. Входит в состав Орловского сельсовета.

## География
Посёлок находится в центральной части Тамбовской области, в лесостепной зоне, при автодороге Р193, на расстоянии примерно 16 километров (по прямой) к юго-западу от города Тамбова, административного центра области и района. Абсолютная высота — 167 метров над уровнем моря.

### Климат
Климат умеренно континентальный, относительно сухой, с холодной продолжительной зимой и тёплым летом. Средняя температура воздуха самого холодного месяца (января) — −11,3 °C; самого тёплого месяца (июля) — 20,4 °C. Безморозный период длится 142—147 дней. Среднегодовое количество атмосферных осадков составляет 510 мм, из которых 292 мм выпадает в период с апреля по октябрь. Продолжительность залегания снежного покрова составляет в среднем 134 дня.

### Часовой пояс
Посёлок Новое Юматово, как и вся Тамбовская область, находится в часовой зоне МСК (московское время). Смещение применяемого времени относительно UTC составляет +3:00.

## Население
| 2010 |
| ---- |
| 1    |

### Половой состав
По данным Всероссийской переписи населения 2010 года в гендерной структуре населения мужчины составляли 100 %.